# Milko Kelemen
Milko Kelemen (ur. 30 marca 1924 w Podravskiej Slatinie, zm. 8 marca 2018 w Stuttgarcie) – chorwacki kompozytor. 

## Życiorys
W latach 1949–1954 studiował kompozycję u Stjepana Šulka i dyrygenturę u Friedricha Zauna w akademii muzycznej w Zagrzebiu. Od 1954 do 1955 roku był uczniem Oliviera Messiaena i Tony Aubina w Konserwatorium Paryskim. W latach 1958–1960 kształcił się u Wolfganga Fortnera w Musikhochschule we Fryburgu Bryzgowijskim. Od 1955 roku uczestniczył w Międzynarodowych Letnich Kursach Nowej Muzyki w Darmstadcie. Od 1953 do 1958 i ponownie od 1960 do 1965 roku był wykładowcą akademii muzycznej w Zagrzebiu. Był współorganizatorem odbywającego się od 1959 roku Biennale Nowej Muzyki w Zagrzebiu, a od 1961 roku jego prezydentem.
W latach 1966–1968 pracował w studio muzyki elektronicznym Siemensa w Monachium. Od 1968 roku mieszkał na stałe w Niemczech. W latach 1969–1972 wykładał kompozycję w Schumann-Institut w Düsseldorfie. Od 1973 do 1990 roku uczył w Hochschule für Musik w Stuttgarcie.
Otrzymał m.in. nagrodę miasta Zagrzebia (1956, 1957, 1959), nagrodę im. Ludwiga van Beethovena przyznawaną przez miasto Bonn (1961), nagrodę włoskiej sekcji Międzynarodowego Towarzystwa Muzyki Współczesnej (1962), Wielką Nagrodę telewizji jugosłowiańskiej (1968), nagrodę im. B. Sprenglera (1970) i nagrodę im. V. Nazora (1983). Odznaczony wielkim krzyżem zasługi Orderu Zasługi Republiki Federalnej Niemiec oraz krzyżem kawalerskim francuskiego Orderu Sztuki i Literatury. Opublikował pracę Klanglabyrinthe: Reflexionen eines Komponisten über die Neue Musik (wyd. Monachium 1981).

## Twórczość
Początkowo tworzył w stylu neoklasycznym z elementami chorwackiego folkloru muzycznego, w połowie lat 50. XX wieku pod wpływem uczestnictwa w Międzynarodowych Letnich Kursach Nowej Muzyki w Darmstadcie zaczął poszukiwać nowych środków wyrazu. Posługiwał się małymi interwałami w obrębie całości strukturalnych zwanych modusami, których parametry mogły ulegać zmianom. W latach 60. odszedł od serializmu w kierunku aleatoryzmu i improwizacji.

## Ważniejsze kompozycje
(na podstawie materiałów źródłowych)

### Utwory orkiestrowe
- Kleine Streichermusik na orkiestrę smyczkową (1947)
- Preludio, Aria e Finale na orkiestrę smyczkową (1948)
- Sinfonietta na orkiestrę kameralną (1950)
- Symfonia (1952)
- Koncert fortepianowy (1953)
- Koncertantne improvizacije na orkiestrę smyczkową (1955)
- Adagio ed Allegro na orkiestrę smyczkową (1956)
- Drei Tänze na altówkę i orkiestrę (1957)
- Sinfonische Musik 57 (1957)
- Koncert skrzypcowy (1957)
- Koncert na fagot i orkiestrę smyczkową (1957)
- Concerto giocoso na orkiestrę kameralną (1957)
- Conertino na kontrabas lub wiolonczelę i orkiestrę smyczkową (1957)
- Konstellationen na orkiestrę kameralną (1958)
- Fünf Essays na orkiestrę smyczkową (1959)
- Skolion (1960)
- Transfigurationen na fortepian i orkiestrę (1962)
- Éguilibres na 2 grupy orkiestrowe (1962)
- Sub Rosa (1965)
- Surprise na orkiestrę smyczkową (1967)
- Composé na 2 fortepiany i orkiestrę (1967)
- Changeant na wiolonczelę i orkiestrę (1968)
- Floreal (1970)
- Olifant na 5 instrumentów dętych i 2 grupy orkiestrowe (1971)
- Passionato na flet i 3 grupy orkiestrowe (1972)
- Abecedarium na orkiestrę smyczkową (1974)
- Mirabilia na fortepian, modulator kołowy i 2 grupy orkiestrowe (1975)
- Mageia (1978)
- Infinity (1979)
- Grand Jeu Classique na skrzypce i orkiestrę (1982)
- Fanfare na zespół instrumentów dętych blaszanych (1984)
- Drammatico na wiolonczelę i orkiestrę (1985)
- Phantasmen na altówkę i orkiestrę (1985)
- Archetypon (1986)
- Fantasia (1986)
- Antiphonie na organy i orkiestrę (1987)

### Utwory kameralne
- Musika na skrzypce (1958)
- Études contrapuntiques na kwintet dęty (1959)
- Studie na flet (1959)
- Sonata na obój i fortepian (1960)
- Radiant na zespół kameralny (1963)
- Entrances na kwintet dęty (1966)
- Musik für Judith na dźwięki elektroniczne i akustyczne (1966)
- Motion na kwartet smyczkowy (1969)
- Fabliau I na flet (1972)
- Fabliau II na organy i mikrofon (1972)
- Varia melodia na kwartet smyczkowy (1972)
- improwizacja Tantana na 10–20 wykonawców (1975)
- Splintery na kwartet smyczkowy (1977)
- Rontondo I na trio dęte (1977)
- Zehn Fabeln na 2 flety proste (1979)
- Rontondo II na harmonijkę ustną i trio dęte (1980)
- Fabliau III na flet i klawesyn (1980)
- Love Song na kwartet saksofonowy (1985)
- Memories na trio smyczkowe (1986)
- Canzona na flet i fortepian (1986)
- Sonette na kwartet smyczkowy (1987)
- Mobile na perkusję (1988)
- Nonet (1993)

### Utwory fortepianowe
- Thema mit Variationen (1949)
- Sonata (1954)
- Der Esel geht am Meer spazieren (1961)
- Dessins commentés (1964)
- Säulen des Himmels (1986)
- Tango (1986)

### Utwory wokalne
- cykl pieśni Die Spiele na baryton i orkiestrę smyczkową (1958)
- Inserate na chór do słów z ogłoszeń gazetowych (1959)
- Epitaph na mezzosopran, altówkę i perkusję (1961)
- Hommage à Heinrich Schütz na głosy solowe i chór (1965)
- kantata O Primavera na tenora i smyczki (1965)
- kantata Die Wörter na mezzosopran i orkiestrę (1966)
- Musik für Heinssenbüttel na mezzosopran, skrzypce, wiolonczelę i klarnet (1968)
- Gasho na 4 grupy chóralne (1974)
- Die sieben Plagen na mezzosopran (1975)
- Drei irische Volkslieder na chór (1980)
- Landschaftbilder na mezzosopran i kwartet smyczkowy (1985)
- Requiem na recytatora, 6 wiolonczel i bęben (1993)

### Utwory sceniczne
- balet Der Spiegel (wyst. Paryż 1960)
- balet Abbandonate (wyst. Lubeka 1964)
- scena muzyczna Der neue Mieter, według E. Ionesco (wyst. Münster 1964)
- opera Der Belagerungszustant według A. Camusa (1969–1970, wyst. Hamburg 1970)
- akcja Yebell dla śpiewaków, mima, tancerza i zespołu kameralnego (wyst. Monachium 1970)
- multimedialna opera-balet Apocalyptica (wyst. Graz 1979)